# Falcata

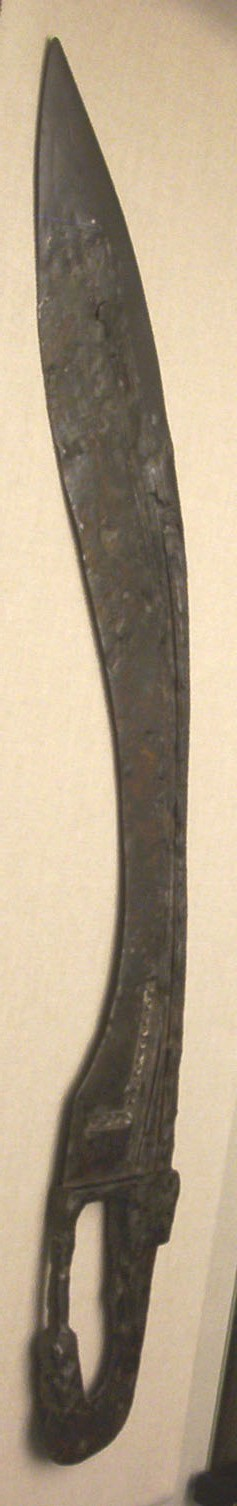
Falcata iberică din secolul al IV-lea.

Falcata este un tip de sabie tipică perioadei pre-romane în Peninsula Iberică (Spania și Portugalia de astăzi), similar cu grecescul kopis sau nepalezul kukri.